# Fenerbahce formosus
Fenerbahce formosus es una especie de pez de agua dulce de la familia de los notobránquidos en el orden de los ciprinodontiformes, distribuidos por el curso medio del río Congo y varios afluentes de éste en su parte este, en la República Democrática del Congo.

## Morfología
De cuerpo alargado y colorido, los machos pueden alcanzar los 4 cm de longitud total máxima.

## Hábitat y biología
Viven en los ríos con comportamiento bentopelágico, prefiriendo las partes del agua ocultas por la densa vegetación de la selva tropical.